# Joos van Winghe

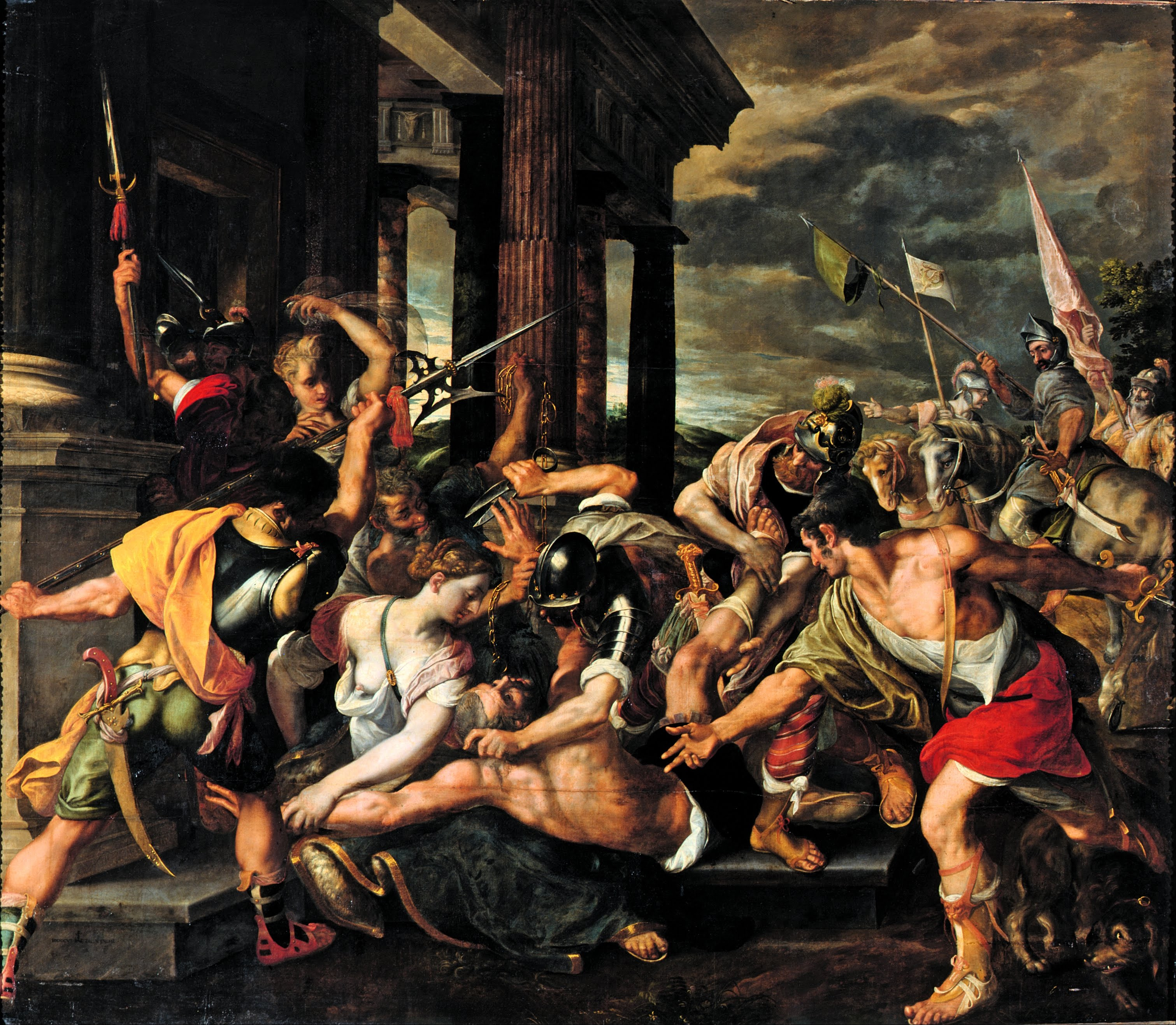
Jodocus van Winghe: Samson und Delila (um 1580)

Jodocus van Winghe oder häufiger Joos van Winghe (* 1542/44 in Brüssel; † 1603 in Frankfurt am Main) war ein flämischer Historienmaler.

## Leben
Während eines Aufenthalts in Italien in den 1560er Jahren lernte er Werke von Anthoni Santvort, Jan Speckaert und Bartholomäus Spranger kennen. 1568 ist er in Brüssel als Hofmaler des Gouverneurs der Niederlande, Alessandro Farnese, nachgewiesen. 1584 oder 1585 zog er aus religiösen Gründen nach Frankfurt a. M. und wurde 1588 Frankfurter Bürger. Van Winghe war Mitglied der niederländischen Malerschaft in Frankfurt. Aufträge erhielt er u. a. durch den deutschen Kaiser Rudolf II., einen der bedeutendsten Kunstmäzene seiner Zeit.

## Werke (Auswahl)
Von van Winghe sind nur wenige Gemälde erhalten. Zudem gibt es rund 20 Handzeichnungen und etwa 40 Stiche.
- Samson und Delila, um 1580, Gemäldegalerie Düsseldorf
- Fama auf dem Globus,
- Geburt Christi,
- Maria Magdalena, Johannes und Petrus am Grab, um 1591, Musée des Beaux Arts, Paris